# Artikel 4 des Grundgesetzes für die Bundesrepublik Deutschland
Artikel 4 des deutschen Grundgesetzes (GG) befindet sich im ersten Abschnitt des Grundgesetzes, der die Grundrechte gewährleistet. Der Artikel verbürgt die Freiheit von Religion, Gewissen und Weltanschauung. Ebenfalls räumt er das Recht ein, den Kriegsdienst mit der Waffe zu verweigern. Im thematischen Zusammenhang mit Art. 4 GG stehen die verfassungsrechtlichen Bestimmungen zum Staatskirchenrecht, die in Art. 140 GG enthalten sind.
Art. 4 GG gewährleistet umfangreiche Freiheiten, deren Inhalte sich maßgeblich durch das Selbstverständnis des Grundrechtsträgers ergeben und die nach dem Wortlaut des Grundrechts lediglich unter hohen Voraussetzungen beschränkt werden können. Dies führt angesichts zunehmender Pluralisierung der Gesellschaft in Religionsfragen zu einem gesteigerten Konfliktpotential. Daher ist die Auslegung des Art. 4 GG in der Rechtswissenschaft äußerst umstritten.

## Normierung

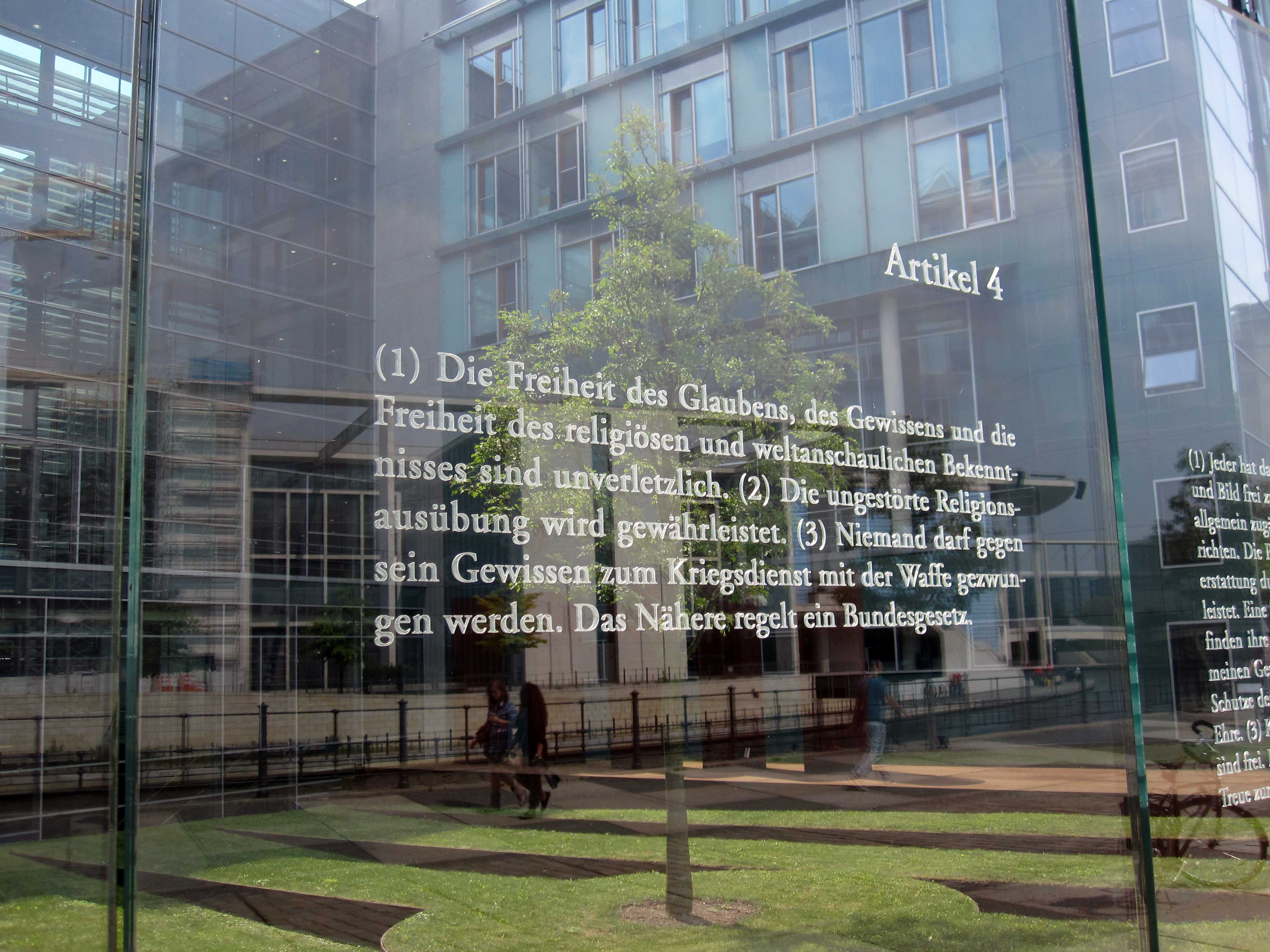
Artikel 4 des Grundgesetzes – eine Arbeit von Dani Karavan an den Glasscheiben zur Spreeseite beim Jakob-Kaiser-Haus des Bundestages in Berlin

Art. 4 GG lautet seit Inkrafttreten des Grundgesetzes für die Bundesrepublik Deutschland am 24. Mai 1949 wie folgt:
(2) Die ungestörte Religionsausübung wird gewährleistet.
Art. 4 GG schützt die Freiheit von Glauben und Gewissen. Diese Aspekte weisen einen engen Bezug zur durch Art. 1 Absatz 1 GG geschützten Menschenwürde auf, weswegen die Rechtsprechung ihnen einen besonders hohen Stellenwert in der Rechtsordnung beimisst.
Die durch Art. 4 GG verbürgten Freiheiten dienen vorrangig der Abwehr hoheitlicher Eingriffe durch Grundrechtsträger, weswegen sie Freiheitsrechte darstellen. Darüber hinaus begründen sie eine Schutzpflicht für den Staat: Dieser muss den Grundrechtsträgern eine Sphäre schaffen, innerhalb derer sie sich religiös entfalten können. Zudem soll er vor Störungen der freien Grundrechtsausübung schützen. Schließlich enthält Art. 4 GG ein gleichheitsrechtliches Element, indem er den Staat zur Neutralität in Bezug auf Religion und Weltanschauung verpflichtet. Dieses Neutralitätsgebot zeigt sich in drei Ausprägungen: Der Staat darf sich nicht mit einzelnen Glaubensgemeinschaften identifizieren, muss Toleranz gegenüber unterschiedlichen Glaubensrichtungen üben und diese in gleicher Weise behandeln.
Art. 4 GG verpflichtet gemäß Art. 1 Absatz 3 GG die Staatsgewalten Exekutive, Legislative und Judikative gegenüber den Grundrechtsträgern. Keine unmittelbare Geltung entfaltet Art. 4 GG daher zwischen Privatpersonen. Allerdings beeinflusst er als Verfassungsnorm die Handhabung von untergeordneten Rechtssätzen, etwa den Zivilgesetzen. Über die Bindung der Judikative an das Grundrecht sind Gerichte beispielsweise gehalten, bei der Anwendung von Rechtssätzen die Freiheiten, die Art. 4 GG verbürgt, zu berücksichtigen. Diese mittelbare Drittwirkung beeinflusst insbesondere die Auslegung unbestimmter Rechtsbegriffe. Hierdurch entfalten die Gewährleistung des Art. 4 GG auch im Privatrecht Wirkung. So müssen beispielsweise Arbeitgeber in Ausübung ihres Direktionsrechts gemäß § 106 der Gewerbeordnung bei der Erteilung von Weisungen nach billigem Ermessen Rücksicht auf die Religionsfreiheit von Arbeitnehmern nehmen.

## Entstehungsgeschichte

### Bis 1949
Im späten Mittelalter und der frühen Neuzeit erschöpfte sich der rechtliche Schutz der Religion darin, dass mehrere Religionen friedlich nebeneinander existieren durften. Ein individuelles Recht auf Glaubensfreiheit bestand daher nicht. Eine solche Garantie entwickelte sich erst im Zuge der Aufklärung, die eine zunehmende Säkularisierung der Staatsgewalt bewirkte. Kodifiziert wurde die Freiheit der Religion gemeinsam mit der Freiheit des Gewissens im Preußischen Allgemeinen Landrecht von 1794.
Die Freiheit von Glauben und Gewissen wurde ebenfalls durch die Paulskirchenverfassung von 1849 geschützt. Wegen des Widerstands zahlreicher deutscher Staaten setzte sich die Paulskirchenverfassung jedoch nicht durch, sodass diese Gewährleistung keine Rechtswirkung entfaltete. Elemente dieser Verfassung, darunter auch die Freiheit von Glauben und Gewissen, fanden jedoch Einzug in einige Verfassungen deutscher Staaten, etwa in der preußischen Verfassung von 1850.
Die Verfassung des Deutschen Reichs von 1871 enthielt keine Grundrechte. Die Freiheit der Religion wurde jedoch durch gesetzliche Bestimmungen gewährleistet.
Die Weimarer Reichsverfassung von 1919 schützte die Freiheit der Religion in Art. 135. Eine Besonderheit dieser Gewährleistung war, dass sie die Freiheit der Religion nicht vorrangig als Freiheit der Religionsgemeinschaften erblickte, sondern auch als Freiheit des Einzelnen. Sie schaffte Staatskirchen durch Art. 137 WRV ausdrücklich ab.

### Seit 1949
Der Parlamentarische Rat beschloss im Zuge der Ausarbeitung des Grundgesetzes zwischen 1948 und 1949 die Aufnahme einer Gewährleistung der Religions- und Gewissensfreiheit in das Grundgesetz. Bei deren Ausgestaltung orientierte sich der Rat an den entsprechenden Bestimmungen der Weimarer Reichsverfassung. Umstritten war, ob das Grundrecht unter einen Gesetzesvorbehalt gestellt werden sollte. Letztlich setzte sich die Auffassung durch, die das Grundrecht vorbehaltlos gewährleistete, sodass die Glaubens- und Gewissensfreiheit nur unter besondere Umständen durch den Staat beschränkt werden kann. Während sich der Rat über die Reichweite der individuellen Glaubensfreiheit einigte, gelang dies in Bezug auf das Staatskirchenrecht nicht. Als Kompromisslösung entschied er sich zur Aufnahme einiger Bestimmungen der Weimarer Rechtsverfassung in das Grundgesetz. Dies wird durch Art. 140 GG umgesetzt, der mehrere Artikel der Weimarer Reichsverfassung in das Grundgesetz inkorporiert, sodass diese als Verfassungsrecht fortgelten.
Das Recht auf Kriegsdienstverweigerung wurde durch einen Antrag der SPD durch Anna Haag im April 1948 im Parlamentarischen Rat eingebracht. Deutschland nahm dieses Recht als erster Staat der Welt in seine Verfassung auf.

## Glaubensfreiheit

### Schutzbereich
Die Glaubensfreiheit schützt den Bürger vor Beschränkungen seines Rechts, eine Religion frei zu wählen und auszuüben. Hierzu gewährleistet sie eine Freiheitssphäre, in die Hoheitsträger nur unter bestimmten Voraussetzungen eingreifen dürfen. Diese Sphäre wird als Schutzbereich bezeichnet. Sofern ein Hoheitsträger in diesen eingreift und dies verfassungsrechtlich nicht gerechtfertigt ist, verletzt er hierdurch die Glaubensfreiheit.
Die Rechtswissenschaft unterscheidet zwischen dem persönlichen und dem sachlichen Schutzbereich. Der persönliche Schutzbereich bestimmt, wer durch das Grundrecht geschützt wird. Der sachliche Schutzbereich bestimmt, welche Freiheiten durch das Grundrecht geschützt werden.

#### Persönlich
Art. 4 GG schränkt den Kreis der Grundrechtsträger nicht ein, sodass das Grundrecht jedermann schützt. Träger der Glaubensfreiheit sind daher alle natürlichen Personen. Für Minderjährige üben die Eltern kraft ihrer elterlichen Sorge das Grundrecht auf Religionsfreiheit aus, bis diese die notwendige Einsicht besitzen, sich eine eigene Meinung über ihr Bekenntnis zu bilden. Als Indiz für die Grundrechtsmündigkeit zieht die Rechtswissenschaft § 5 des Gesetzes über die religiöse Kindererziehung heran. Hiernach dürfen Minderjährige ab dem vierzehnten Lebensjahr wählen, welcher Religionsgemeinschaft sie angehören, sodass ihre Grundrechtsmündigkeit ab diesem Lebensalter vermutet wird.
Inländische Personenvereinigungen, insbesondere juristische Personen des Privatrechts, können nach Maßgabe von Art. 19 Absatz 3 GG Träger der durch Art. 4 Absatz 1 GG geschützten Freiheiten sein. Das setzt voraus, dass das Grundrecht seinem Wesen nach auf sie anwendbar ist. Dies trifft insbesondere auf Vereinigungen zu, die der Ausübung einer Religion dienen, etwa Kirchen und deren Einrichtungen. In welcher Rechtsform die Vereinigung organisiert ist, ist für ihre Eigenschaft als Grundrechtsträgerin ohne Bedeutung. Grundrechtsträger sind daher alle religiösen Gemeinschaften, nicht lediglich diejenigen, die als öffentlich-rechtliche Körperschaften organisiert sind. Umstritten ist in der Rechtswissenschaft, ob die Scientology-Kirche eine Religion darstellt. Das Bundesarbeitsgericht verneinte dies für die Scientology-Kirche Hamburg, da bei dieser Verbindung kommerzielle Interessen im Vordergrund stünden.

#### Sachlich
Art. 4 Absatz 1 GG gewährleistet die Freiheit der Religion. Hiernach darf der Grundrechtsträger sich einen eigenen Glauben bilden und ihn ausüben.

##### Begriff der Religion
Die Definition des Begriffs Religion bereitet der Rechtswissenschaft praktische Schwierigkeiten: Da das Grundrecht den umfassenden Schutz des individuellen und kollektiven Glaubens bezweckt, liefe es diesem Kreis zuwider, abschließend zu definieren, welche Religionen durch Art. 4 GG geschützt werden. Schließlich beurteilt sich das Vorliegen von Religion in hohem Maß aus der Perspektive des Gläubigen. Eine Definition ist jedoch erforderlich, um dem Grundrecht spezifische Konturen zu geben, die es in juristischen Streitfragen nutzbar machen. Ein wesentliches Merkmal von Religionen ist die Bezugnahme auf eine transzendente Macht, die der Einzelne als für sich bindend empfindet. Das Bundesverfassungsgericht legt den Begriff der Religion wegen seines Menschenwürdebezugs tendenziell weit aus. Nicht ausreichend für die Annahme einer Religion ist indessen die Behauptung eines Grundrechtsträgers, eine Religion zu pflegen. Die Annahme einer verfassungsrechtlich geschützten Religion setzt vielmehr voraus, dass objektive und plausible Kriterien für das Vorliegen einer Religion sprechen.

##### Gewährleistungen der Religionsfreiheit
Art. 4 GG nennt mehrere Verbürgungen, die einzelne religionsbezogene Freiheiten schützen: Art. 4 Absatz 1 GG gewährleistet die Freiheit des Glaubens und des religiösen Bekenntnisses. Die Glaubensfreiheit umfasst das Recht, sich aus eigener Überzeugung einer Religionsgemeinschaft anzuschließen. Die Bekenntnisfreiheit umfasst demgegenüber das Recht, sich offen zu einer Religion zu bekennen. Ersteres bezeichnet die Rechtswissenschaft als forum internum, letzteres als forum externum. Art. 4 Absatz 2 GG schützt das Recht, eine Religion auszuüben. Diese Gewährleistung bezieht sich auf Handlungen, die aus religiösen Motiven erfolgen.
Das Bundesverfassungsgericht betrachtet die einzelnen Garantien des Art. 4 GG als Bestandteile eines einheitlichen Grundrechts der Religionsfreiheit. Dieses schützt das Recht, das gesamte Leben an den eigenen Glaubensvorstellungen auszurichten. Hierzu zählen das Bilden einer religiösen Überzeugung, das Kundgeben dieser sowie das Handeln entsprechend der eigenen religiösen Überzeugung. Geschützt sind hiernach etwa das Pflegen kultischer Handlungen wie das Errichten von Kirchen, das Tragen spezieller Kleidungsstücke und das Befolgen religiöser Verhaltensregeln. Andere Handlungen schützt die Freiheit der Religion, soweit sie aus religiöser Motivation heraus erfolgen. Dies kann etwa auf karitatives Handeln zutreffen. Keinen Schutz durch Art. 4 GG erfahren hingegen solche Tätigkeiten, bei denen eine religiöse Motivation lediglich vorgetäuscht wird. In Verbindung mit dem Elternrecht aus Art. 6 Absatz 2 GG schützt die Religionsfreiheit das Recht, dass Eltern ihre Kinder nach der eigenen religiösen Überzeugung erziehen.
Früher ging das Bundesverfassungsgericht davon aus, dass das Grundrecht lediglich solche Tätigkeiten schützt, die sich bei den heutigen Kulturvölkern auf dem Boden gewisser übereinstimmender sittlicher Grundanschauungen im Laufe der geschichtlichen Entwicklungen herausgebildet hatten. Hierdurch wollte das Gericht vermeiden, dass der Anwendungsbereich des Art. 4 GG zu weit ausgedehnt wird. Von diesem Kriterium der Kulturadäquanz nahm das Gericht jedoch später Abstand. Seitdem fordert es, dass derjenige, der behauptet, eine Handlung beruhe auf religiöser Motivation, dies schlüssig darlegt.
Die Gewährleistungen der Religionsfreiheit besitzen neben ihrer positiven eine negative Komponente. Hiernach schützt das Grundrecht auch davor, Religionen und den Glauben an Transzendentes abzulehnen. Dies wird in der Rechtswissenschaft überwiegend als negative Religionsfreiheit bezeichnet. Deren Reichweise ist in der Rechtswissenschaft strittig. Die Rechtsprechung stützte auf die negative Religionsfreiheit beispielsweise das Verbot, in Klassenräumen einer Schule Kruzifixe anzubringen. Dieser Entscheidung halten einige Rechtswissenschaftler entgegen, die negative Religionsfreiheit schütze nicht vor dem bloßen Kontakt mit religiös konnotierten Symbolen, sondern erst vor der zwangsweisen Identifikation mit diesen.
Neben der individuellen Religionsfreiheit schützt das Grundrecht die kollektive Glaubensausübung. So schützt Art. 4 GG das Zusammenschließen mehrerer Gläubiger zu einer Glaubensgemeinschaft. Bei einer Glaubensgemeinschaft handelt es sich um eine organisierte Verbindung, die der umfassenden Förderung eines Glaubens dient. Es ist nicht notwendig, dass sich die Verbindung in einer bestimmten Rechtsform organisiert. Nicht als Glaubensgemeinschaft gilt allerdings eine Vereinigung, die lediglich der punktuellen Glaubenspflege dient. In welchem rechtlichen Rahmen sich eine Glaubensgemeinschaft betätigen darf, wird in hohem Maß durch das Staatskirchenrecht beeinflusst, das in seinen Grundzügen in den Artikeln der Weimarer Reichsverfassung geregelt wird, die über Art. 140 GG in das Grundgesetz inkorporiert sind. Eine grundlegende Aussage enthält Art. 140 GG in Verbindung mit Art. 137 Absatz 3 WRV, welche die Selbstbestimmung der Religionsgesellschaften gewährleistet. Hiernach organisieren und verwalten sich die Religionsgemeinschaften eigenverantwortlich. Von Bedeutung ist diese Garantie beispielsweise im Arbeitsrecht, bei dem innerhalb der Kirchen zahlreiche Besonderheiten gelten. Religionsgesellschaften können gemäß Art. 140 GG in Verbindung mit Art. 137 Absatz 5 Satz 1 WRV den Status einer Körperschaft des öffentlichen Rechts besitzen. Als solche gelten alle Gemeinschaften, die im Zeitpunkt des Inkrafttretens der Weimarer Reichsverfassung als öffentlich-rechtliche Körperschaften organisiert waren. Dies trifft auf die christlichen und jüdischen Glaubensgemeinschaften zu. Andere Gemeinschaften können den Körperschaftsstatus auf Antrag erlangen. Dies setzt voraus, dass die Glaubensgemeinschaft die Gewähr der Dauer sowie der Rechtstreue bietet.
Schließlich verpflichtet die Glaubensfreiheit den Staat zum Schutz von Bekenntnissen. Einen expliziten Schutzauftrag enthält Art. 140 GG in Verbindung mit Art. 139 WRV. Hiernach folgt die Pflicht, den Sonntag und die staatlich anerkannten Feiertage als Tage der Arbeitsruhe und der seelischen Erhebung gesetzlich zu schützen. Das Bundesverfassungsgericht erblickte in der Öffnung aller Adventssonntage für den Verkauf einen Verstoß gegen diese Pflicht.

##### Freiheit der Weltanschauung
Weiterhin geschützt wird die Freiheit der Weltanschauung. Hierunter fallen Überzeugungen, die im Gegensatz zu Religionen nicht auf transzendente Elemente Bezug nehmen. Einer Abgrenzung zwischen Religion und Weltanschauung bedarf es in der Rechtspraxis nicht, da beide gleichermaßen geschützt werden.

#### Grundrechtskonkurrenzen
Sofern in einem Sachverhalt der Schutzbereich mehrerer Grundrechte betroffen ist, stehen diese zueinander in Konkurrenz.
Als besonderes Freiheitsrecht verdrängt die Glaubensfreiheit die allgemeinen Handlungsfreiheit (Art. 2 Absatz 1 GG). Andere Freiheiten, etwa die Berufsfreiheit (Art. 12 Absatz 1 GG) und die Meinungsfreiheit (Art. 5 Absatz 1 GG), kann die Glaubensfreiheit aufgrund ihres weiten sachlichen Schutzbereichs verdrängen. Gleiches gilt für die Versammlungsfreiheit (Art. 8 GG).

### Eingriff
Ein Eingriff liegt vor, wenn der Gewährleistungsinhalt eines Grundrechts durch hoheitliches Handeln verkürzt wird.
Nach klassischem Verständnis ist ein Grundrechtseingriff dadurch charakterisiert, dass ein Hoheitsträger ein Recht final, unmittelbar, rechtsförmig und mit Zwangswirkung beeinträchtigt. Dies trifft beispielsweise auf das Verbot zu, ein Kopftuch aus religiösen Gründen zu tragen. In diesem Fall nimmt ein Hoheitsträger bewusst einem anderen die Möglichkeit, sich gemäß dessen Glaubensvorstellungen zu kleiden. Ebenfalls um einen klassischen Grundrechtseingriff handelt es sich bei der Pflicht, vor Gericht einen religiösen Eid abzuleisten, da dies eine Person dazu zwingt, eine religiös konnotierte Handlung vorzunehmen. Auch die strafrechtliche Verfolgung von glaubensgeleitetem Handeln stellt einen zielgerichteten Eingriff dar. Schließlich stellt es einen Eingriff in die Glaubensfreiheit dar, wenn eine Person aufgrund ihres Glaubens benachteiligt wird.
Nach modernem Verständnis kann darüber hinaus auch anderes Staatshandeln Eingriffsqualität besitzen, soweit dieses die Ausübung der Religionsfreiheit beeinträchtigt. Aufgrund der Weite des Schutzbereichs des Grundrechts können zahlreiche Maßnahmen hierunter fallen, welche die Ausübung eines Glaubens erschweren. Die Rechtsprechung nimmt das Vorliegen eines Eingriffs an, falls die Maßnahme die Ausübung der Glaubensfreiheit in unzumutbarer Weise beeinträchtigt. Ebenfalls Eingriffsqualität besitzt die diskriminierende, diffamierende oder verfälschende Warnung vor einer Religionsgemeinschaft in hoheitlicher Funktion.

### Rechtfertigung eines Eingriffs
Liegt ein hoheitlicher Eingriff in die Glaubensfreiheit vor, ist dieser rechtmäßig, wenn er verfassungsrechtlich gerechtfertigt ist. Art. 4 GG sieht eine Möglichkeit der Beschränkung der Glaubensfreiheit nicht ausdrücklich vor. Strittig ist in der Rechtswissenschaft, ob sich aus anderen Verfassungsbestimmungen eine Möglichkeit der Beschränkung der Glaubensfreiheit herleiten lässt.

#### Gesetzesvorbehalt
Einige Stimmen in der Rechtswissenschaft leiten eine Eingriffsermächtigung aus dem in das Grundgesetz inkorporierten Art. 136 Absatz 1 WRV ab. Gemäß dieser Bestimmung werden die bürgerlichen und staatsbürgerlichen Rechte und Pflichten durch die Ausübung der Glaubensfreiheit weder bedingt noch beschränkt. Inhaltlich handelt es sich hierbei um einen einfachen Gesetzesvorbehalt. Das Bundesverfassungsgericht wendet diese Bestimmung aus gesetzessystematischen und historischen Gründen jedoch nicht auf die Glaubensfreiheit an, weshalb sie keine Grundrechtsschranke darstellt.
Gemäß Art. 137 Absatz 3 WRV ordnet und verwaltet jede Religionsgesellschaft ihre Angelegenheiten selbständig innerhalb der Schranken des für alle geltenden Gesetzes. Diese Bestimmung bezieht sich lediglich auf einen Ausschnitt aus der Glaubensfreiheit, weswegen sie keinen allgemeinen Eingriffsvorbehalt der Glaubensfreiheit darstellt.

#### Verfassungsimmanente Schranken
Mangels eines allgemeinen Gesetzesvorbehalts kann sich die Rechtfertigung eines Eingriffs in die Freiheit von Religion und Weltanschauung lediglich aus kollidierendem Verfassungsrecht ergeben. Diese Beschränkungsmöglichkeit beruht darauf, dass sich Verfassungsbestimmungen als gleichrangiges Recht nicht gegenseitig verdrängen, sondern im Fall einer Kollision in ein Verhältnis praktischer Konkordanz gebracht werden. Hiernach müssen die widerstreitenden Güter in einen verhältnismäßigen Ausgleich gebracht werden.
So wird beispielsweise das elterliche Recht auf die religiöse Erziehung ihres Kinds dadurch beschränkt, dass der Staat gemäß Art. 6 Absatz 2 Satz 2 GG darauf achtet, dass die Erziehung eines Kinds seinem Wohl dient. Daher rechtfertigt die Religionsfreiheit der Eltern nicht die Ablehnung einer notwendigen medizinischen Behandlung ihres Kinds aus Glaubensgründen.
Das in Art. 20a GG normierte Staatsziel des Tierschutzes kann ein Schächten aus religiösen Gründen verbieten. Hierbei handelt es sich um eine besondere Methode des Schlachtens, bei der auf eine Betäubung des Tiers verzichtet wird. Dies ist gemäß § 4a Absatz 1 des Tierschutzgesetzes (TierSchG) grundsätzlich unzulässig. Ausnahmsweise kann das Schächten gemäß § 4a Absatz 2 Nummer 2 TierSchG erlaubt werden, sofern dies aus Gründen der Religion zwingend geboten ist. Das Bundesverfassungsgericht urteilte, dass die Religionsfreiheit einen Anspruch auf Erteilung einer Genehmigung für rituelles Schächten begründen kann. Dieses Urteil erging allerdings vor Einführung des Art. 20a GG, sodass die gegenwärtige Rechtslage zum Schächten unklar ist.
Ebenfalls unzulässig können religiöse Rituale sein, die das Persönlichkeitsrecht einer Person verletzen. Soweit religiöse Betätigung zu einer Verletzung der Menschenwürde führt, ist sie rechtswidrig.
Die Glaubensausübung im Rahmen öffentlicher Ämter wird durch das Gebot staatlicher Neutralität beschränkt. Diese verpflichtet den Staat zwar nicht zu einer strikten Trennung von Staat und Religion, allerdings darf er seine Bürger nicht im Sinne einzelner Religionen beeinflussen. Daher kann das Neutralitätsgebot dem Zeigen religiöser Symbole durch Staatsdiener entgegenstehen. Oft befasste sich die Rechtsprechung mit der Zulässigkeit des Tragens religiöser Kopftücher in Schulen und anderen öffentlichen Einrichtungen. Das Bundesverfassungsgericht betrachtete das Verbot des Tragens religiöser Symbole in einer Entscheidung von 2003 grundsätzlich als zulässig, da es die Neutralität und dadurch die Funktionsfähigkeit öffentlicher Einrichtungen beeinträchtigen könne. Es verlangt allerdings, dass sich ein solches Verbot auf eine hinreichend bestimmte Rechtsgrundlage stützt. 2015 entschied das Bundesverfassungsgericht, dass Kopftuchverbote an Schulen lediglich dann verhältnismäßige Eingriffe in die Religionsfreiheit darstellen, wenn sie an eine konkrete Gefährdung des Schulfriedens anknüpfen. Fehlte es hieran, sei ein Verbot unverhältnismäßig. Ähnlich strittig ist die Ausstattung öffentlicher Einrichtungen mit religiösen Symbolen, etwa Kruzifixen, da diese in die negative Religionsfreiheit der Besucher der Einrichtung eingreifen können. Eine Verletzung der negativen Religionsfreiheit erblickte die Rechtsprechung in Kruzifixen in Schulklassenzimmern, da es eine starke appellative Wirkung entfalte, der sich die Schüler kaum entziehen können.

## Gewissensfreiheit
Art. 4 Absatz 1 GG schützt weiterhin die Freiheit des Gewissens.

### Schutzbereich
Träger der Gewissensfreiheit ist jede natürliche Person. Auf juristische Personen ist das Grundrecht seinem Wesen nach nicht anwendbar.
Die Freiheit des Gewissens schützt den Bürger vor dem hoheitlichen Zwang, gegen eine eigene Gewissensentscheidung handeln zu müssen. Als wesentliche Merkmale einer Gewissensentscheidung betrachtet die Rechtswissenschaft die Orientierung an den Kategorien von Gut und Böse sowie die innere Bindung des Gewissensträgers. In ihrem Umfang entspricht die Freiheit des Gewissens der Freiheit des Glaubens. Sie schützt daher das Recht, sein Leben am eigenen Gewissen auszurichten.

### Eingriff
Ein Eingriff in die Gewissensfreiheit liegt vor, wenn eine hoheitliche Maßnahme einen Gewissenskonflikt beim Grundrechtsträger auslöst. Die Rechtsprechung fordert, dass der Grundrechtsträger diesen Konflikt substantiiert und plausibel darlegt. Kein Eingriff in die Gewissensfreiheit liegt im Regelfall vor, wenn der Grundrechtsträger den Gewissenskonflikt durch eigenes Handeln hätte vermeiden können. So darf beispielsweise ein Polizist nicht das Tragen einer Dienstwaffe aus Gewissensgründen verweigern.

### Rechtfertigung eines Eingriffs
Das Grundgesetz stellt die Gewissensfreiheit nicht unter Gesetzesvorbehalt. Daher kann sie lediglich durch kollidierendes Verfassungsrecht beschränkt werden. Um solches handelt es sich bei Art. 12a Absatz 2 Satz 1 GG. Hiernach darf zu einem Ersatzdienst verpflichtet werden, wer aus Gewissensgründen den Kriegsdienst mit der Waffe verweigert. Aufgrund der Aussetzung der Wehrpflicht ist diese Eingriffsermächtigung gegenwärtig ohne Funktion.

## Kriegsdienstverweigerung
Eine besondere Ausprägung der Gewissensfreiheit enthält Art. 4 Absatz 3 Satz 1 GG: Hiernach darf niemand gegen sein Gewissen zum Kriegsdienst mit der Waffe gezwungen werden.
Diese Gewährleistung erfasst alle Bereiche des Wehrdiensts, bei denen der Grundrechtsträger eine Waffe gebraucht, also den Dienst im Kampf sowie die Waffenausbildung. Den Dienst darf verweigern, wer diesen nicht mit seinem Gewissen vereinbaren kann. Dies setzt voraus, dass der Zwang zum Waffendienst zu einem ernsthaften Gewissenskonflikt führte. Da es sich hierbei um ein rein subjektives Tatbestandsmerkmal handelt, fordert die Rechtsprechung eine besonders schlüssige Darlegung der drohenden Gewissensnot. Diese muss sich auf den generellen Dienst an der Waffe beziehen, die Ablehnung lediglich eines konkreten Einsatzes genügt daher nicht.
Das Recht auf Kriegsdienstverweigerung steht jeder natürlichen Person zur Verfügung. Neben Wehrpflichtigen können sich auch Berufssoldaten auf Art. 4 Absatz 3 GG berufen.
In dieses Freiheitsrecht wird durch jeden Zwang zum Dienst an der Waffe eingegriffen. Keinen Grundrechtseingriff stellt die Durchführung eines Verfahrens dar, das der Feststellung einer Gewissensnot dient. Art. 4 Absatz 3 Satz 2 GG hält den Gesetzgeber dazu an, ein solches zu schaffen.
Art. 4 Absatz 3 GG sieht keine Möglichkeit vor, das Recht zur Kriegsdienstverweigerung zu beschränken. Daher kann ein Eingriff in dieses Recht nur durch kollidierendes Verfassungsrecht gerechtfertigt werden.